# י
يُود عاشر حروف الأبجدية العبرية واليديشية.